# Six Perfections
Six Perfections, née en 2000, est un cheval de course qui participe aux courses hippiques de plat, élu meilleure pouliche européenne de 2 ans en 2002.

## Carrière de courses
Parée des couleurs de l'écurie Niarchos, qui l'a élevée, Six Perfections termine deuxième pour ses débuts à Chantilly, derrière une certaine Trevise, la future mère de la championne Trêve. Bien que maiden, elle se présente ensuite dans une Listed à Deauville et surclasse ses adversaires. Une victoire confirmée dans le Prix du Calvados, pareillement survolé. Six Perfections passe alors pour la meilleure pouliche de sa génération, mais il lui reste à remporter un groupe 1. C'est chose faite dans le Prix Marcel Boussac, et ce parcours quasi sans faute lui vaut d'être élue meilleure pouliche de 2 ans en Europe.
En 2003, Six Perfections fait sa rentrée dans le Prix Imprudence, qu'elle gagne facilement, puis opte pour l'Angleterre plutôt que la Poule d'Essai des Pouliches. Elle prend le premier accessit derrière Russian Rhythm et devant Intercontinental et Soviet Song, d'une édition exceptionnelle des 1000 Guinées, où les quatre premières ont chacune remporté plusieurs groupe 1. Six Perfections enchaîne avec les Irish 1000 Guineas, où elle est une nouvelle fois battue pour la victoire, d'un souffle, par l'Irlandaise Yesterday. À l'été, elle échoue encore du minimum dans le Prix d'Astarté à Deauville, défaite par son aînée Bright Sky, lauréate du Prix de Diane l'année précédente. Mais elle renoue enfin avec la victoire dans le grand rendez-vous des milers, le Prix Jacques Le Marois, devant son compagnon de couleurs et d'entraînement Domedriver. En fin de saison, Six Perfections s'envole pour la Californie et achève son année en apothéose en dominant un autre peloton international dans le Breeders' Cup Mile, une performance qui faillit lui offrir l'Eclipse Award de meilleure 3 ans des États-Unis, échouant de deux voix face à Bird Town.  
Ce sera sa dernière victoire. Restée à l'entraînement à 4 ans, Six Perfections ne peut que collectionner les accessits. S'aventurant sur plus long que le mile pour sa rentrée dans le Prix d'Ispahan, elle subit la loi de Prince Kirk avant d'échouer nettement dans les Queen Anne Stakes à Ascot : la seule tache dans son palmarès, la seule course où elle est privée de podium. Même si elle ne parvient pas à s'imposer, la jument prouve qu'elle est toujours l'une des meilleures spécialistes du mile, terminant deuxième du Prix Jacques Le Marois et troisième du Breeders' Cup Mile, sur quoi elle prend sa retraite.  

### Résumé de carrière
| Date        | Hippodrome       | Pays        | Course                  | Statut      | Distance    | Jockey           | Place       | Écart        | Vainqueur ou deuxième |
| 2002, 2 ans | 2002, 2 ans      | 2002, 2 ans | 2002, 2 ans             | 2002, 2 ans | 2002, 2 ans | 2002, 2 ans      | 2002, 2 ans | 2002, 2 ans  | 2002, 2 ans           |
| ----------- | ---------------- | ----------- | ----------------------- | ----------- | ----------- | ---------------- | ----------- | ------------ | --------------------- |
| 17 juin     | Chantilly        | France      | Prix des Jardins        | Maiden      | 1 100 m     | Thierry Thulliez | 2e / 6      | 3/4          | Trevise               |
| 11 juillet  | Deauville        | France      | Prix Roland de Chambure | Listed      | 1 400 m     | Thierry Thulliez | 1er / 7     | 6            | Nellie Nolan          |
| 23 août     | Deauville        | France      | Prix du Calvados        | Gr. 3       | 1 400 m     | Thierry Thulliez | 1er / 8     | 4            | Londonnetdotcom       |
| 6 octobre   | Longchamp        | France      | Prix Marcel Boussac     | Gr. 1       | 1 600 m     | Thierry Thulliez | 1er / 10    | 2            | Étoile Montante       |
| 2003, 3 ans |                  |             |                         |             |             |                  |             |              |                       |
| 7 avril     | Maisons-Laffitte | France      | Prix Imprudence         | Listed      | 1 400 m     | Thierry Thulliez | 1er / 9     | 1 ½          | Campsie Fells         |
| 4 mai       | Newmarket        | Royaume-Uni | 1000 Guineas            | Gr. 1       | 1 600 m     | Thierry Thulliez | 2e / 19     | 1 ½          | Russian Rhythm        |
| 25 mai      | Curragh          | Irlande     | Irish 1000 Guineas      | Gr. 1       | 1 600 m     | Johnny Murtagh   | 2e / 8      | cte tête     | Yesterday             |
| 3 août      | Deauville        | France      | Prix d'Astarté          | Gr. 2       | 1 600 m     | Thierry Thulliez | 2e / 12     | encolure     | Bright Sky            |
| 17 août     | Deauville        | France      | Prix Jacques Le Marois  | Gr. 1       | 1 600 m     | Thierry Thulliez | 1er / 12    | cte encolure | Domedriver            |
| 25 octobre  | Santa Anita      | États-Unis  | Breeders' Cup Mile      | Gr. 1       | 1 600 m     | Jerry Bailey     | 1er / 8     | 3/4          | Touch of The Blues    |
| 2004, 4 ans |                  |             |                         |             |             |                  |             |              |                       |
| 23 mai      | Longchamp        | France      | Prix d'Ispahan          | Gr. 1       | 1 850 m     | Thierry Thulliez | 2e / 5      | 1/2          | Prince Kirk           |
| 15 juin     | Ascot            | Royaume-Uni | Queen Anne Stakes       | Gr. 1       | 1 600 m     | Thierry Thulliez | 6e / 16     | 4            | Refuse to Bend        |
| 15 août     | Deauville        | France      | Prix Jacques Le Marois  | Gr. 1       | 1 600 m     | Thierry Thulliez | 2e / 10     | 1            | Whipper               |
| 25 octobre  | Santa Anita      | États-Unis  | Breeders' Cup Mile      | Gr. 1       | 1 600 m     | Jerry Bailey     | 3e / 14     | 2            | Singletary            |

## Au haras
Retirée au haras, Six Perfections a continué à briller, puisqu'elle est la mère de : 
- Planet Five (par Storm Cat), vainqueur du Prix du Gros-Chêne puis étalon en Australie.
- Faufiler (par Galileo) : Modesty Handicap (Gr.3, USA), 2ème Prix Royal Heroine Stakes (Gr.2, USA), Prix Messidor (Gr.3), 3ème Canadian Stakes (Gr.2, USA), Prix Bertrand du Breuil (Gr.3).
- Yucatan (par Galileo) : Herbert Power Stakes (Gr.2, AUS), International Stakes (Gr.3). 2ème Racing Post Trophy, Beresford Stakes (Gr.2), Derby Trial Stakes (Gr.3), 3ème Mooresbridge Stakes (Gr.2), Ballysax Stakes, Ballyroan Stakes (Gr.3). Étalon en Pologne.
- Mount Everest (par Galileo) : 2ème Beresford Stakes (Gr.2). Étalon en Italie.

L'un de ses autres fils Six Realms (par Storm Cat), resté inédit, est devenu étalon en Libye.  

## Origines
Six Perfections est le meilleur produit de Celtic Swing, phénoménal 2 ans britannique parvenu à remporter le Prix du Jockey Club à 3 ans, mais décevant au haras où il a tout de même donné le sprinter Australien Takeover Target, qui remporta huit groupe 1 aux quatre coins du monde, de l'Australie à Singapour, du Japon à l'Angleterre. 
La tante de Six Perfections n'est autre que la grande Miesque, fleuron de l'élevage Niarchos, lauréate de dix groupe 1 dont deux Breeders' Cup Mile, et poulinière exceptionnelle. Sa sœur Yogya, la mère de Six Perfections, connut un destin bien moins glorieux : restée inédite, elle n'eut que trois produits, parmi lesquels une seule gagnante, Six Perfections. 

### Pedigree
| Origines de Six Perfections (FR), jument baie brune née en 2000 | Origines de Six Perfections (FR), jument baie brune née en 2000 | Origines de Six Perfections (FR), jument baie brune née en 2000 | Origines de Six Perfections (FR), jument baie brune née en 2000 |
| --------------------------------------------------------------- | --------------------------------------------------------------- | --------------------------------------------------------------- | --------------------------------------------------------------- |
| Père Celtic Swing                                               | Damister                                                        | Mr. Prospector                                                  | Raise A Native                                                  |
| Père Celtic Swing                                               | Damister                                                        | Mr. Prospector                                                  | Gold Digger                                                     |
| Père Celtic Swing                                               | Damister                                                        | Batucada                                                        | Roman Line                                                      |
| Père Celtic Swing                                               | Damister                                                        | Batucada                                                        | Whistle a Tune                                                  |
| Père Celtic Swing                                               | Celtic Ring                                                     | Welsh Pageant                                                   | Tudor Melody                                                    |
| Père Celtic Swing                                               | Celtic Ring                                                     | Welsh Pageant                                                   | Picture Light                                                   |
| Père Celtic Swing                                               | Celtic Ring                                                     | Pencuia Jewel                                                   | Petingo                                                         |
| Père Celtic Swing                                               | Celtic Ring                                                     | Pencuia Jewel                                                   | Fotheringay                                                     |
| Mère Yogya                                                      | Riverman                                                        | Never Bend                                                      | Nasrullah                                                       |
| Mère Yogya                                                      | Riverman                                                        | Never Bend                                                      | Lalun                                                           |
| Mère Yogya                                                      | Riverman                                                        | River Lady                                                      | Prince John                                                     |
| Mère Yogya                                                      | Riverman                                                        | River Lady                                                      | Nile Lily                                                       |
| Mère Yogya                                                      | Pasadoble                                                       | Prove Out                                                       | Graustark                                                       |
| Mère Yogya                                                      | Pasadoble                                                       | Prove Out                                                       | Equal Venture                                                   |
| Mère Yogya                                                      | Pasadoble                                                       | Santa Quilla                                                    | Sanctus                                                         |
| Mère Yogya                                                      | Pasadoble                                                       | Santa Quilla                                                    | Neriad (famille 20)                                             |